# جارد كورتيس (لاعب كرة قدم)
جارد كورتيس (بالإنجليزية: Jared Curtis)‏ هو لاعب كرة قدم ساموي في مركزي جناح ‏ والوسط، ولد في 29 أبريل 1979 في أبيا في ساموا. لعب مع Manawatu United ‏.

## وصلات خارجية
- جارد كورتيس (لاعب كرة قدم) على موقع الاتحاد الدولي (مؤرشف)  (الإنجليزية)
- جارد كورتيس (لاعب كرة قدم) على موقع قاعدة بيانات كرة القدم.إي يو (الإنجليزية)
- جارد كورتيس (لاعب كرة قدم) على موقع ناشيونال فوتبول تيمز (الإنجليزية)